# Жеко Алексиев
Жеко Алексиев Алексиев е български художник – живописец, график и илюстратор.

## Биография
Роден е на 26 март 1945 г. в Стара Загора. През 1971 г. завършва специалност приложна графика в ВИИИ „Н. Павлович“ в класа на проф. Александър Поплилов.
Още с дипломирането си започва да участва в общи художествени изложби за илюстрация и приложна графика. От 1971 до 1977 година работи като художествен редактор в издателство „Наука и изкуство“, след това е завеждащ редакция. Дело на Жеко Алексиев е оформлението на няколко серии обществени, научни и художествени книги.
През 1974 г. заедно с Божидар Йонов получава I награда в международен конкурс за плакат в Италия на тема „Италиански предалпийски езера“. През същата година е удостоен с I награда на националната изложба на илюстрацията и изкуството на книгата. През 2006 г. заедно с Текла Алексиева са номинирани за националната награда „Христо Г. Данов“ в категория „Изкуство на книгата“ за илюстрираната от тях книга „Българската цивилизация“.